# Tiro en los Juegos Asiáticos
El Tiro en los Juegos Asiáticos se ha disputado en cada edición desde 1954 en Manila, Filipinas tanto en la rama masculina como en la femenina debido a que forma parte del programa deportivo de los Juegos Olímpicos.
China es el país que comanda el medallero histórico de la disciplina y es también el que ha ganado más veces el medallero en cada edición de los juegos en tiro.

## Ediciones
| Edición | Año  | Ciudad Sede | País Sede     | Campeón         |
| ------- | ---- | ----------- | ------------- | --------------- |
| II      | 1954 | Manila      | Filipinas     | Filipinas       |
| III     | 1958 | Tokio       | Japón         | Japón           |
| IV      | 1962 | Yakarta     | Indonesia     | Japón           |
| V       | 1966 | Bangkok     | Tailandia     | Japón           |
| VI      | 1970 | Bangkok     | Tailandia     | Japón           |
| VII     | 1974 | Tehran      | Irán          | Corea del Norte |
| VIII    | 1978 | Bangkok     | Tailandia     | China           |
| IX      | 1982 | New Delhi   | India         | China           |
| X       | 1986 | Seoul       | Corea del Sur | China           |
| XI      | 1990 | Beijing     | China         | China           |
| XII     | 1994 | Hiroshima   | Japón         | China           |
| XIII    | 1998 | Bangkok     | Tailandia     | China           |
| XIV     | 2002 | Busan       | Corea del Sur | China           |
| XV      | 2006 | Doha        | Catar         | China           |
| XVI     | 2010 | Guangzhou   | China         | China           |
| XVII    | 2014 | Incheon     | Corea del Sur | China           |

## Medallero
| #     | País               | Oro | Plata | Bronce | Total |
| ----- | ------------------ | --- | ----- | ------ | ----- |
| 1     | China              | 197 | 120   | 78     | 395   |
| 2     | Corea del Sur      | 63  | 90    | 90     | 243   |
| 3     | Japón              | 54  | 43    | 54     | 151   |
| 4     | Corea del Norte    | 39  | 37    | 29     | 105   |
| 5     | Kazajistán         | 18  | 23    | 29     | 70    |
| 6     | Kuwait             | 12  | 11    | 5      | 28    |
| 7     | Tailandia          | 10  | 28    | 38     | 76    |
| 8     | India              | 7   | 17    | 25     | 49    |
| 9     | Filipinas          | 5   | 12    | 15     | 32    |
| 10    | Catar              | 5   | 2     | 6      | 13    |
| 11    | República de China | 4   | 6     | 6      | 16    |
| 12    | Israel             | 2   | 4     | 2      | 8     |
| 13    | Mongolia           | 2   | 3     | 6      | 11    |
| 14    | Turkmenistán       | 2   | 2     | 0      | 4     |
| 15    | Irán               | 1   | 4     | 2      | 7     |
| 16    | Uzbekistán         | 1   | 3     | 4      | 8     |
| 17    | Singapur           | 1   | 1     | 4      | 6     |
| 18    | Arabia Saudita     | 1   | 0     | 0      | 1     |
| 19    | Vietnam            | 0   | 5     | 13     | 18    |
| 20    | Malasia            | 0   | 3     | 3      | 6     |
| 21    | Kirguistán         | 0   | 3     | 1      | 4     |
| 22    | Indonesia          | 0   | 2     | 3      | 5     |
| 23    | UAE                | 0   | 2     | 1      | 3     |
| 24    | Líbano             | 0   | 1     | 2      | 3     |
| 25    | Birmania           | 0   | 0     | 4      | 4     |
| 26    | Hong Kong          | 0   | 0     | 3      | 3     |
| Total | Total              | 424 | 422   | 423    | 1269  |